# Pierre-Gilles de Gennes
Pour les articles homonymes, voir Gennes.
Pierre-Gilles de Gennes, né le 24 octobre 1932 dans le 16e arrondissement de Paris et mort le 18 mai 2007 à Orsay, est un physicien français.
Il reçoit le prix Nobel de physique de 1991 pour ses travaux sur les cristaux liquides et les polymères. Ses contributions ont inspiré et entraîné de très nombreuses études relevant tant de la physique et de la physico-chimie fondamentales que des sciences appliquées.

## Ses jeunes années

### Enfance
Pierre-Gilles de Gennes naît le 24 octobre 1932 dans le 16e arrondissement de Paris. Il est le fils de Robert de Gennes (1890-1942), médecin formé dans le cadre de l’armée pendant ses années de service militaire de 1911 à 1914, puis médecin militaire pendant la Grande Guerre, et qui ouvrira plus tard son propre cabinet dans le XVIe arrondissement . Sa mère Yvonne Morin-Pons (1890-1983) est issue d'une famille de banquiers lyonnais. Après un premier mariage en 1913, qui mène à une rupture rapide, elle s'engage dès le début de la Première Guerre mondiale en tant qu'infirmière, et se retrouve sur le front après six mois de formation. Elle y rencontre Robert en 1917 dans un hôpital de campagne proche du front, où ils sont tous deux affectés.
Par son grand-père maternel, Pierre-Gilles de Gennes se trouve être un descendant en ligne directe du savant et mathématicien bâlois Jean Bernoulli (1667-1748), ascendance partagée avec Pierre Curie (l'un des lauréats du prix Nobel de physique 1903), le minéralogiste Georges Friedel et le petit-fils de ce dernier Jacques Friedel, physicien de la matière condensée.
Pierre-Gilles passe son enfance à Barcelonnette dans les Alpes-de-Haute-Provence pour traitement pulmonaire. Sa mère assure son éducation et sa scolarité à la maison jusqu'à l'âge de 11 ans.

### De Barcelonnette à Bristol
À 13 ans, Pierre-Gilles de Gennes séjourne à Bristol notamment pour parfaire son anglais. C'est là qu'il s'initie à la science en rencontrant le physicien des particules Giuseppe Occhialini. À propos de cette rencontre, il raconte : 
« Un ami de ma mère m'avait recommandé à un professeur. Je me souviens d'être monté dans une grande tour en faux gothique. J'ai trouvé un monsieur qui regardait, dans l'obscurité, des photos de dix mètres de long. C'était un physicien italien du nom d'Occhialini. Il m'a expliqué que les photos représentaient des trajectoires de particules. Je l'ai revu beaucoup plus tard. Il avait complètement oublié ce marmouset qu'il avait initié à la physique des hautes énergies. »

### Années d'études
Pierre-Gilles de Gennes entre au lycée Saint-Louis, où il prépare le concours d’entrée à l’École normale supérieure. Il choisit une filière de classe préparatoire qui n'est pas la plus classique, « Normale Sciences Expérimentales » (NSE) où la biologie occupe une place aussi importante que les mathématiques et la physique. Il est admis en 1951 à l'École normale supérieure de Paris au premier rang dans la filière NSE,,. Il y fait la connaissance de trois physiciens de renom : Yves Rocard, Alfred Kastler et Pierre Aigrain. En 1953, il participe à l'École d'été de physique théorique des Houches, qu'il n'oubliera pas : 
« Le soir, devant la cheminée, nous retrouvions Shockley, l'un des inventeurs du transistor, qui venait raconter des histoires […] Elles nous faisaient tous bien rire […] Les jeunes étudiants que nous étions alors se trouvaient ainsi confrontés, subitement, aux grands fondateurs de la science contemporaine […] sans organisation réglementaire comme c'est le cas actuellement. »
Son fils Christian naît en décembre 1954, l’année où il prépare le concours de l'agrégation de sciences physiques ; il y est reçu en 1955 en troisième position. Vient alors le moment de choisir le laboratoire qui l'accueillera pour mener son travail de thèse.

## Carrière

### Ingénieur au CEA
Pierre-Gilles de Gennes sort de l'École normale supérieure de Paris en 1955. Il travaille alors comme ingénieur de recherche au Commissariat à l'énergie atomique (CEA) où il prépare sa thèse pour le doctorat en sciences intitulée « Contribution à l'étude de la diffusion magnétique des neutrons » et soutenue en 1957 devant la faculté des sciences de l'université de Paris. Il s'intéresse aux phénomènes critiques qui apparaissent au voisinage de la température de Curie des matériaux magnétiques. Grâce aux théories développées par Léon Van Hove, il comprend comment les moments magnétiques, ordonnés à basse température, se désordonnent lorsque la température augmente. Il découvre l'universalité de ce phénomène en développant le concept de percolation. Des phénomènes en apparence très différents au niveau microscopique se comportent de la même façon à un niveau macroscopique. Il applique ce concept pour comprendre la diffusion des neutrons dans les liquides, la relaxation des spins dans les cristaux magnétiques avec Anatole Abragam ou la conduction électrique dans un réseau. Entre 1959 et 1961, il est ingénieur détaché du CEA, ce qui lui permet de faire un séjour à l'université de Californie à Berkeley dans le groupe de Charles Kittel. Il effectue son service militaire dans le laboratoire de recherche du CEA chargé des essais de la première bombe atomique française et assiste à l'explosion de Gerboise bleue sur le site d'essai nucléaire de Reggane dans le Sahara algérien. Il étudie dans le même temps les ondes de spin présentes dans les grenats d'yttrium. Il comprend comment les spins désordonnés possèdent des excitations collectives. Alan Heeger confirme cette théorie expérimentalement dans le cas des polymères conducteurs.

### Professeur de la faculté d'Orsay
De 1961 à 1971, Pierre-Gilles de Gennes est maître de conférences de physique des solides puis professeur titulaire à la faculté des sciences d'Orsay de l'université de Paris (devenue ensuite université Paris-Sud). Il y enseigne alternativement la mécanique quantique et la physique du solide. Il étudie la supraconductivité dans les métaux, prédit l'existence d'un troisième champ critique supraconducteur, qui sera mis en évidence expérimentalement par ses étudiants Guy Deutscher et Étienne Guyon, puis vérifie la théorie BCS en calculant le courant tunnel entre deux métaux. Il étudie ensuite les transitions de phase dans les cristaux liquides et met au point le modèle Landau-de Gennes qui explique la transition nématique-smectique des cristaux liquides. Il comprend les effets des champs magnétiques et électriques sur les cristaux liquides qui auront un grand avenir industriel dans le développement des afficheurs à cristaux liquides. Toutes ces recherches ont eu lieu au Laboratoire de physique des solides de l'université Paris-Sud à Orsay.

### Professeur au Collège de France
En 1971, il est nommé professeur au Collège de France où il occupe la chaire de physique de la matière condensée. Il choisit de quitter son laboratoire d'Orsay pour créer un nouveau laboratoire au Collège de France, où il s'entoure de spécialistes de physique expérimentale comme Madeleine Veyssié et Françoise Brochard-Wyart. Il étudie d'abord les transitions de phase à deux dimensions et interagit avec les biologistes dans l'étude des bicouches lipidiques et des vésicules. Il s'oriente ensuite vers la physique des polymères (notamment pour l'entreprise américaine Exxon) et c'est alors que naît véritablement la «matière molle». Il conçoit le modèle de reptation (en) qui permet de comprendre la dynamique des solutions de polymères, puis le « théorème n=0 » qui relie la statistique des chaînes de polymères et les transitions de phases et permet d'expliciter et de prédire de nombreuses propriétés des polymères. 
Il s'intéresse aussi aux propriétés de mouillage, de démouillage et d'adhésion avec David Quéré, Jean-Marc di Meglio et Élie Raphaël. Il comprend le rôle des forces capillaires et moléculaire dans le mouillage d'une surface, étudie la dynamique du mouillage et le cas particulier du mouillage des fibres. Il enseigne la mécanique quantique à l'École supérieure de physique et de chimie industrielles de la ville de Paris de 1965 à 1968. Il est lauréat du prix Holweck en 1968.

### Directeur de l’École supérieure de physique et de chimie industrielles de la ville de Paris
En 1976, il prend la direction de l'École supérieure de physique et de chimie industrielles de la ville de Paris (aujourd'hui ESPCI Paris) succédant à Georges Champetier. Il renforce le rôle des enseignements expérimentaux dans les laboratoires de l'école pour les élèves, puis introduit le tutorat, inspiré par le système anglais (dont Oxford et Cambridge) et alors inconnu en France. 
Pierre-Gilles de Gennes plaide également pour une plus grande pluridisciplinarité et introduit la biologie dans les enseignements et dans les laboratoires de recherche de l'école en recrutant le neurobiologiste Jean Rossier. Il renforce l'interaction entre les laboratoires et l'industrie avec son directeur scientifique Jacques Lewiner, crée les laboratoires d'hydrodynamique, celui-ci dirigé par Étienne Guyon, de physico-chimie théorique dirigé par Jacques Prost et accueille le laboratoire d'acoustique de Mathias Fink. Il met à profit son prix Nobel de physique de 1991 et celui décerné l’année suivante à Georges Charpak, professeur de l’école, pour pérenniser le financement de l’école et pour tenter de généraliser ses méthodes d’enseignement. Jacques Prost lui succède à la direction de l’école en 2002.

### Chercheur à l'Institut Curie
En 2002, à l'Institut Curie, il étudie d'abord des sujets proches de la matière molle, la dynamique des pores transitoires dans les vésicules, l'adhésion cellulaire et la chimiotaxie, en transposant pour la biologie les concepts qu'il a développés en physico-chimie. Intrigué par les neurosciences lorsque sa fille Claire passe sa thèse, il aborde brièvement ce domaine en proposant un modèle original sur la mémoire montrant que quelques neurones sont nécessaires pour stocker le souvenir d'une odeur comme celle du parfum d'une rose.

### Maladie et décès
Atteint d'un cancer diagnostiqué cinq ans plus tôt, il meurt le 18 mai 2007 à Orsay.

## Vie familiale
Il épouse en juin 1954 Anne-Marie Rouet, (1933-2024), avec laquelle il restera marié jusqu'à son décès, et dont il a trois enfants : Christian (né le 9 décembre 1954), Dominique (née le 6 mai 1956) et Marie-Christine (née le 11 janvier 1958). Anne-Marie ouvre en 1975 un restaurant nommé « Le boudin sauvage » à Orsay.
Il a par ailleurs quatre enfants avec la physicienne Françoise Brochard-Wyart (une de ses anciennes doctorantes, puis collègue, née en 1944) : Claire Wyart (née le 16 février 1977), Matthieu Wyart (né le 24 mai 1978), Olivier Wyart (né le 3 août 1984) et Marc De Gennes (né le 16 janvier 1991).
Certains de ses enfants se sont tournés eux aussi vers les sciences. Christian de Gennes est médecin praticien hospitalier à l'hôpital de la Pitié-Salpêtrière. Dominique de Gennes est directrice d'école. Christine de Gennes est artiste indépendante. Claire Wyart, normalienne en biologie et docteur en biophysique et neurosciences, a obtenu en 2013 le « Prix Irène Joliot Curie de la jeune femme scientifique », elle dirige une équipe de recherche à l'Institut du Cerveau et de la Moelle épinière. Matthieu Wyart, polytechnicien, docteur en physique théorique et finance, était en 2014 chercheur en physique à l'université de New York et dirige désormais une équipe à l'Ecole Polytechnique Fédérale de Lausanne (EPFL). Olivier Wyart quant à lui est illustrateur et directeur artistique à Paris, et Marc de Gennes est en thèse de physique théorique appliquée à la biologie au Francis Crick Institute à Londres.

## Travaux
Il poursuivit des travaux remarquables sur les phénomènes d'ordre dans des milieux complexes. L'importance de ces travaux lui vaudra d'être nommé Membre de l'Académie des sciences en 1979 et d'être reconnu comme l'un des pionniers de ce que lui-même désigne souvent comme la physico-chimie de la matière molle. En 1980, il reçoit la médaille d'or du CNRS. Ses contributions marquantes dans des domaines très variés (magnétisme, supraconductivité, cristaux liquides, polymères, mouillage etc.) lui ont valu le prix Nobel de physique en 1991 « pour avoir découvert que des méthodes développées pour l'étude des phénomènes d'ordre dans les systèmes simples peuvent être généralisées à des formes plus complexes de la matière, en particulier aux cristaux liquides et aux polymères ». Certains membres de l'Académie royale des sciences de Suède l'ont qualifié « d'Isaac Newton de notre temps », compliment qu'il décline en arguant que Newton avait une stature au-dessus de celle des physiciens de son temps.
Ce scientifique d'exception a été le premier à s'attaquer à des problèmes de transition ordre-désordre dans des matériaux aussi complexes que les polymères, les gels, les cristaux liquides et plus récemment la matière granulaire.

## De la recherche fondamentale aux applications industrielles
Pierre-Gilles de Gennes détestait les barrières qui entravent la quête de la connaissance. Partisan de l'interdisciplinarité, sensible aux applications industrielles (sans doute à la suite d'un échec cuisant dans les années 1980 où l'équipe qu'il dirigeait, en avance dans la science des cristaux liquides mais sans brevets et contacts avec l'industrie, se fit dépasser par les Japonais dans le domaine des écrans à cristaux liquides), il passait d'un sujet à l'autre avec un égal bonheur. En tant que directeur de l'ESPCI, poste qu'il occupa pendant plus de 25 ans, il put concrètement œuvrer dans ces directions et fut un précurseur dans de nombreux domaines de la recherche et de l'enseignement, avec notamment l'ouverture de l'école à la biologie, puis à la physico-chimie.
En 2002, il avait rejoint l'Institut Curie pour aborder le domaine des systèmes du vivant et la compréhension des mécanismes cellulaires, en particulier ceux intervenant dans la mémoire.

## Méthode et écriture scientifiques

### Un chercheur «visuel»

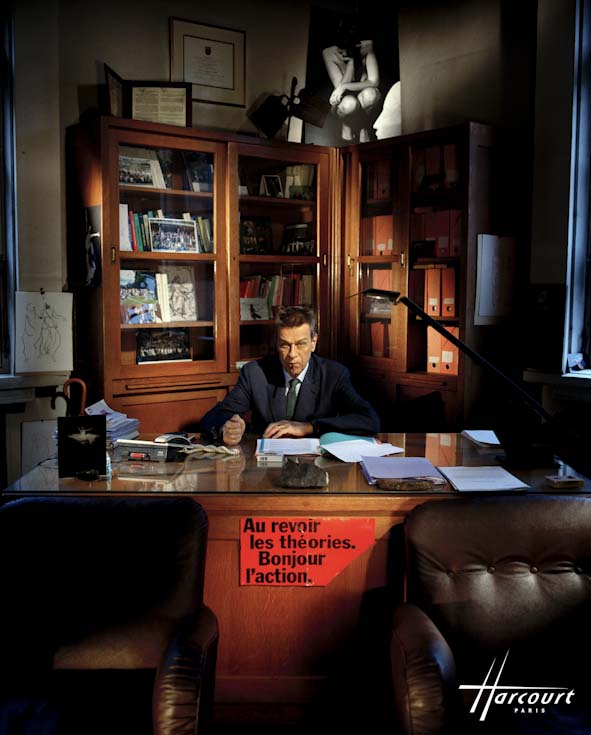
Pierre-Gilles de Gennes dans son bureau (cliché Studio Harcourt).

Pierre-Gilles de Gennes passe pour avoir été un scientifique « visuel », travaillant sur des objets visualisables directement, de taille macroscopique. Il était prompt à faire des schémas et des figures, et consacrait une partie de son temps libre à la peinture et au dessin. Par une analogie avec la peinture, il expliquait aussi qu'il avait essayé de « prendre du recul et faire une description impressionniste du monde, qui ignore beaucoup de ces détails [de la science classique] mais qui garde les grands traits ».

### Écriture scientifique
Ceux qui l'ont connu reconnaissent la qualité de son expression, de sa calligraphie et son choix du mot juste. Il a marqué également par son utilisation exemplaire des immenses tableaux noirs qui occupaient des murs entiers de son bureau — se refusant également en conférence à utiliser un projecteur et des transparents rédigés à l'avance.
Ses articles scientifiques se distinguent par leur concision, puisque ses articles étaient destinés à être examinés et publiés dans les délais les plus brefs. Il avait en effet pour habitude de lancer des propositions nouvelles assez peu détaillées, rapidement mises en forme (format de publication dit « Rapid Notes » ou « Letters »), dont il attendait que ses pairs les développent théoriquement et les testent expérimentalement. Il était reconnu par ses collaborateurs pour son aptitude « à saisir l'essentiel d'un phénomène et à en isoler les effets importants ». Une étude serrée de ses écrits montre qu'il utilise toutes les ressources du langage pour rester limpide, en français comme en anglais (ses concepts de « reptation » ou de « brosse » ont fait florès). Les figures sont au centre de l'article et du texte ; le sens de certains symboles utilisés ne peut même être saisi qu'à travers un subtil jeu de renvoi entre le texte et la figure. Dans la conclusion, il fait souvent appel non seulement aux connaissances partagées avec ses pairs mais aussi aux jugements et évaluations implicites des théories en jeu.

## Intérêt pour la science et la jeunesse
À côté de cette activité de recherche du plus haut niveau, Pierre-Gilles de Gennes consacre une part importante de son temps à l'enseignement et à partager avec les jeunes de très nombreuses écoles et lycées, son enthousiasme pour la recherche scientifique. Après son prix Nobel, entre 1992 et 1996, il visitera ainsi plus de 200 lycées en France. Il était un grand pourfendeur de la langue de bois ou du langage académique, refusant de répondre aux « questions de taupins » (c'est-à-dire les questions abstraites ou purement mathématiques) dans ses conférences au public. Il n'hésitait pas à critiquer les écoles ou les institutions portées uniquement sur la théorie, recommandant ainsi aux professeurs de l'Éducation de faire des stages en entreprises, ou ne trouvant pas l'enseignement de l'École polytechnique assez pragmatique. Il expérimente ses méthodes d'enseignement à l'École supérieure de physique et de chimie industrielles de la ville de Paris en développant l'enseignement pratique, et en inculquant l'esprit d'innovation à ses élèves.

## Politique
Il était un pourfendeur du gaspillage des fonds publics. En 2006, il dénonce la décision de construire le programme nucléaire ITER soulignant les inconnues car « avant de construire un réacteur chimique de 5 tonnes, on doit avoir entièrement compris le fonctionnement d'un réacteur de 500 litres et avoir évalué tous les risques qu'il recèle » et ajoute : « Un réacteur de fusion, c'est à la fois Superphénix et La Hague au même endroit », car il faut traiter « sur site les matières fissibles extrêmement chaudes ».
Humaniste, il a notamment signé, avec d'autres lauréats du prix Nobel, un appel demandant qu'une délégation du Comité des droits de l'enfant de l'ONU rende visite à un enfant tibétain en résidence surveillée depuis 1995 en Chine, Gedhun Choekyi Nyima, reconnu comme 11e panchen-lama par le 14e dalaï-lama, Tenzin Gyatso.
Il a montré son humour en acceptant en 1997 avec un autre lauréat du prix Nobel, Georges Charpak, un petit rôle de livreur de pechblende dans le film Les Palmes de M. Schutz de Claude Pinoteau.
Pierre-Gilles de Gennes est régulièrement cité parmi les références des climato-sceptiques. De fait, il sembla dans un premier temps peu convaincu de l'existence d'un réchauffement climatique, écrivant ainsi en 1994 dans Les objets fragiles : « Les problèmes d'environnement sont souvent gérés par des spécialistes des « simulations », c'est-à-dire des gens dont la compétence est davantage dans l'ordinateur que dans les données scientifiques. [...] Le simulateur informaticien est crédible puisque sa machine possède une puissance et une rapidité de calcul dont aucun cerveau humain ne serait capable. Le pouvoir ronflant des chiffres plus le pouvoir de l'image : de quoi entretenir dans l'opinion une mentalité magique pré-rationnelle. » 
Cependant, Pierre-Gilles de Gennes évolua manifestement sur le sujet au point de co-signer avec Georges Charpak, en 2006, une tribune dans Le Figaro intitulée « La France doit rester en tête de la lutte contre le réchauffement climatique » qui ne laisse aucun doute possible sur les convictions du scientifique quant au réchauffement climatique : « sauf à réduire les émissions, notamment celles de gaz carbonique, d'un facteur au moins égal à 2, notre globe verra sa température moyenne augmenter de plusieurs degrés au cours du présent siècle. Une telle augmentation de température, comparable en ordre de grandeur à celles qui ont suivi les périodes glaciaires, mais qui se produira de façon beaucoup plus rapide, aura des conséquences majeures sur le climat ».

## Distinctions et récompenses
- prix Louis-Ancel en 1959[37]
- prix Holweck en 1968
- membre de l'Académie des sciences de la France élu en 1979
- médaille d'or du CNRS en 1980
- membre étranger de la Royal Society élu en 1984
- médaille Lorentz en 1990[38]
- prix Nobel de physique en 1991
- prix Wolf en 1991
- doctorat honoris causa de HEC Paris en 2002[39]
- lauréat du prix Roberval 2007 (mention spéciale Enseignement supérieur) pour le livre Gouttes, bulles, perles et ondes coécrit avec David Quéré et Françoise Brochard-Wyart

Après le décès de Pierre-Gilles de Gennes, plusieurs prix furent créés en sa mémoire:
- Prix De Gennes (en): prix en science des matériaux décerné chaque année impaire depuis 2009 par la Société Royale de Chimie britannique[40]
- Pierre-Gilles de Gennes Lecture Prize récompensant des résultats de recherche en physique de la matière molle, remis par les éditeurs de European Journal of Physics E, revue fondée par P-G. de Gennes, et remis annuellement depuis 2011[41]
- P-G. de Gennes Prize, instauré dès 2008 et remis tous les deux ans à la conférence « From Solid State to BioPhysics: From Basic to Life Sciences », qui récompense des scientifiques, moins de 10 ans après leur thèse, pour leurs recherches à la fois en physique du solide et en biophysique[42]
- Le Pierre Gilles de Gennes ILCS Prize de la Société Internationale des Cristaux liquides, remis tous les deux ans depuis 2016[43].

## Publications majeures
- Superconductivity of metals and alloys, Reading, Mass, Advanced Book Program, Perseus Books, 1999 (1re éd. 1964), 274 p. (ISBN 0-7382-0101-4)
- The physics of liquid crystals, Oxford New York, Clarendon Press Oxford University Press, 1993 (réimpr. 1976) (1re éd. 1974), 597 p. (ISBN 0-19-851785-8, lire en ligne)
- (en) Scaling concepts in polymer physics, Ithaca, N.Y, Cornell University Press, 1979 (réimpr. 1985), 1re éd., 324 p. (ISBN 0-8014-1203-X, lire en ligne)
- Simple views on condensed matter, River Edge, NJ, World Scientific, 2003 (réimpr. 1998) (1re éd. 1992), 559 p. (ISBN 981-238-282-8, lire en ligne)
- Pierre-Gilles de Gennes et Jacques Badoz, Les Objets fragiles, Paris, Plon, 1994 (ISBN 2-259-00311-7)
- (en) Soft interfaces : the 1994 Dirac memorial lecture, Cambridge New York, Cambridge University Press, 1997, 117 p. (ISBN 0-521-56417-4)
- Pierre-Gilles de Gennes, Françoise Brochard-Wyart et David Quéré, Gouttes, bulles, perles et ondes, Belin, coll. « Échelles », 2002 [détail de l’édition] (ISBN 2701140552)
- Petit point, Paris, Le Pommier, 2002, 69 p. (ISBN 2-7465-0111-2)
- Du laser à la fermeture éclair, mythes et réalités de l'invention scientifique, 1995, CD audio, Ed. Le Livre Qui Parle, 2005  (EAN 335-4-624-00911-4) (Conférence au Collège de France)

## Hommages

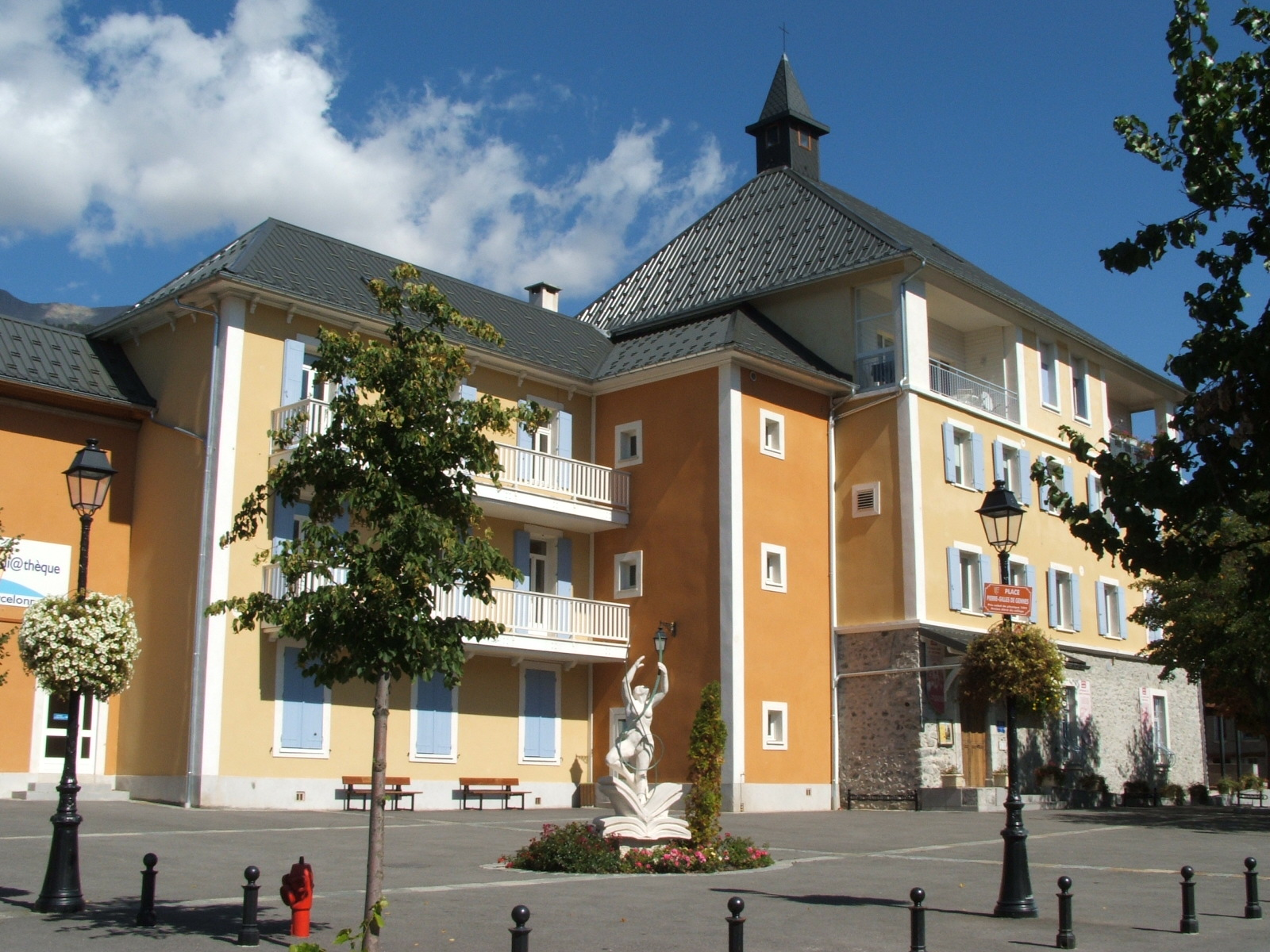
Place Pierre-Gilles-de-Gennes à Barcelonnette.

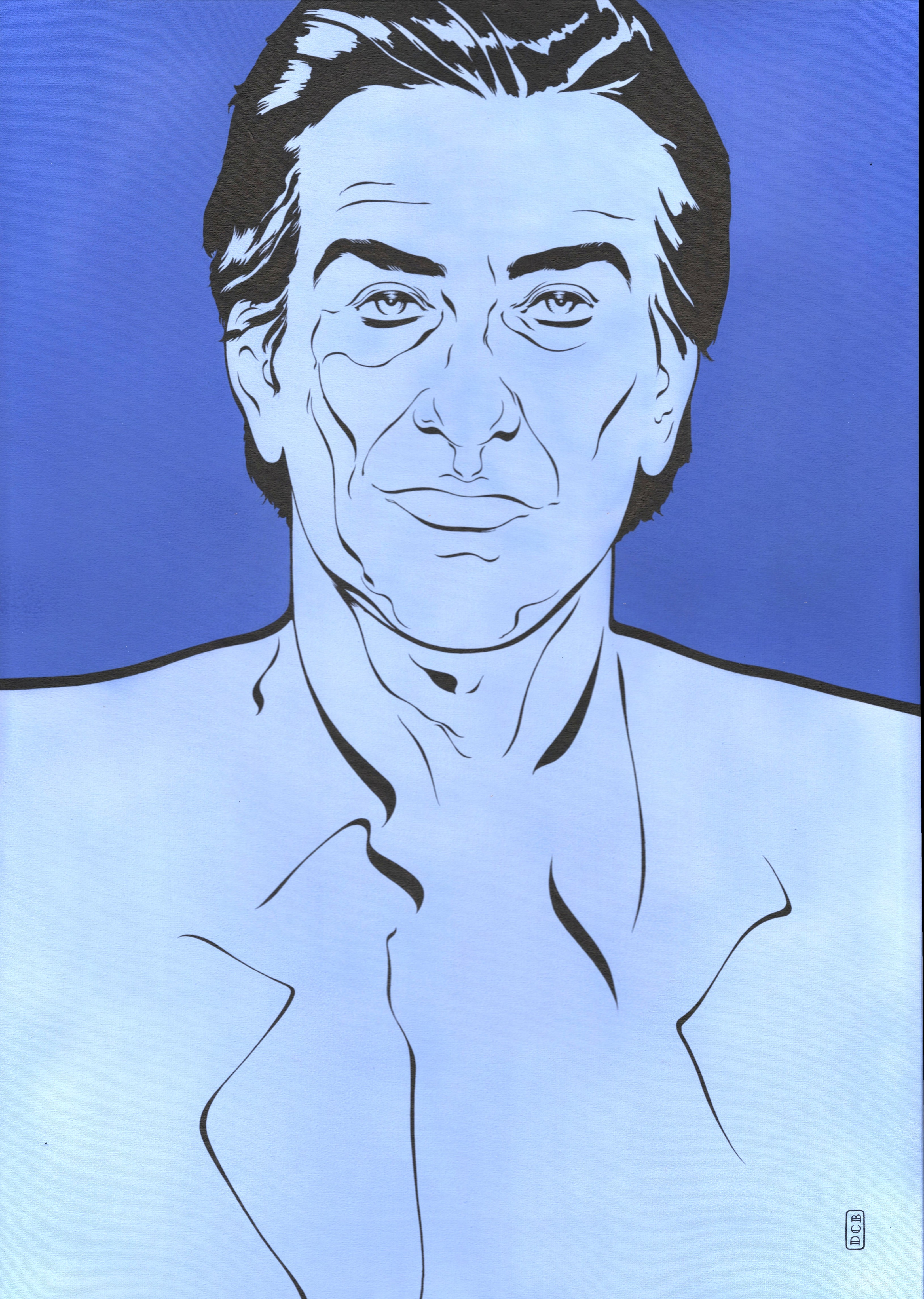
Portrait (peinture) de Pierre-Gilles de Gennes réalisé par Daniel Bernard DCB.

- L'École de la Duranne à Aix-en-Provence qui a ouvert ses portes en septembre 2009 a pris pour nom Pierre-Gilles-de-Gennes.
- Le lycée technologique et général Pierre-Gilles-de-Gennes de Digne-les-Bains porte ce nom depuis 1998 ; Pierre-Gilles de Gennes a aussi inauguré une place ainsi qu’un terrain de jeux nommés en son honneur, à Orsay, sa ville d’adoption, le 9 décembre 2006.
- Le lycée de Cosne-Cours-sur-Loire dans la Nièvre porte également le nom Pierre-Gilles-de-Gennes depuis le 1er septembre 2007[44].
- Le nouveau collège de Petite-Forêt, (Nord), ouvert en septembre 2008, porte également ce nom.
- Un lycée professionnel industriel des Vosges, à Gérardmer, a pris pour nom Pierre-Gilles-de-Gennes. Ce choix a été fait à l'unanimité car cet homme a su vulgariser la science et se mettre à la portée des lycéens.
- L'Espace des Sciences de l'ESPCI ParisTech, passerelle entre la cité et le monde scientifique imaginé par de Gennes en 1994, est rebaptisé Espace des Sciences Pierre-Gilles-de-Gennes en juin 2007.
- Le réseau thématique de recherche avancée regroupant le CNRS, l'ENS Ulm, l'ESPCI ParisTech, l'INSERM et l'Institut Curie se nomme Fondation Pierre-Gilles de Gennes pour la recherche.
- L'Institut Pierre-Gilles de Gennes pour la microfluidique.
- L’École nationale de chimie physique et biologie de Paris (ENCPB) prend le nom en 2009 de « lycée Pierre-Gilles-de-Gennes ».
- Le collège Marcel-Alin de Frignicourt (51), à l'occasion de sa reconstruction, est rebaptisé collège Pierre-Gilles-de-Gennes à la rentrée de septembre 2012.
- Le collège Maroc-Huchepie du Mans a été rebaptisé, lors de sa rénovation en 2018, collège Pierre-Gilles de Gennes.
- La rue principale du nouvel écoquartier Camille-Claudel de la ville de Palaiseau créé en 2015 porte le nom de rue Pierre-Gilles-de-Gennes[45].
- Portrait de Pierre-Gilles de Gennes, réalisé par l'artiste Daniel Bernard, promotion 134 de l'ESPCI (exposé à l'Espace Pierre-Gilles de Gennes).

### Filmographie
- Matière molle, physique des objets de tous les jours, un cédérom réalisé par Elio Suhamy pour Arte Éditions et le Service du Film de Recherche Scientifique, 1997, qui a obtenu le Faust d'Or du meilleur programme scientifique (Toulouse 2000).
- Du laser à la fermeture éclair, un documentaire sur Pierre-Gilles de Gennes par Gilles L'Hôte, Service audiovisuel du Collège de France, 1995
- La physique du coin de table, un documentaire sur Pierre-Gilles de Gennes et Françoise Brochard-Wyart par Gilles Sevastos, CNRS Images Média, 2003
- Pierre-Gilles de Gennes - un portrait, film écrit par les réalisateurs Franck Littot et Sébastien Jousse, à partir d’archives et de séquences familiales de Françoise Brochard-Wyart, monté grâce à l’aide financière de donateurs dont le Fonds ESPCI, 2021.Voir en ligne : [vidéo] « Pierre Gilles de Gennes - un portrait », sur YouTube (consulté le 12 juillet 2022).